# Auberge Rouge

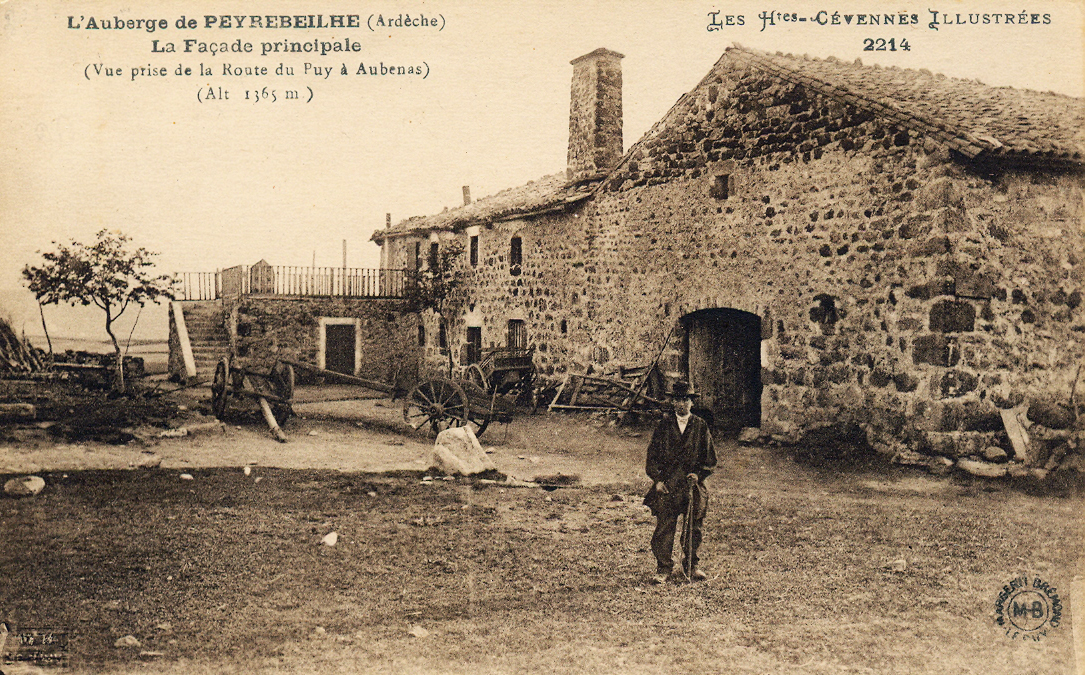
Ansicht der Herberge

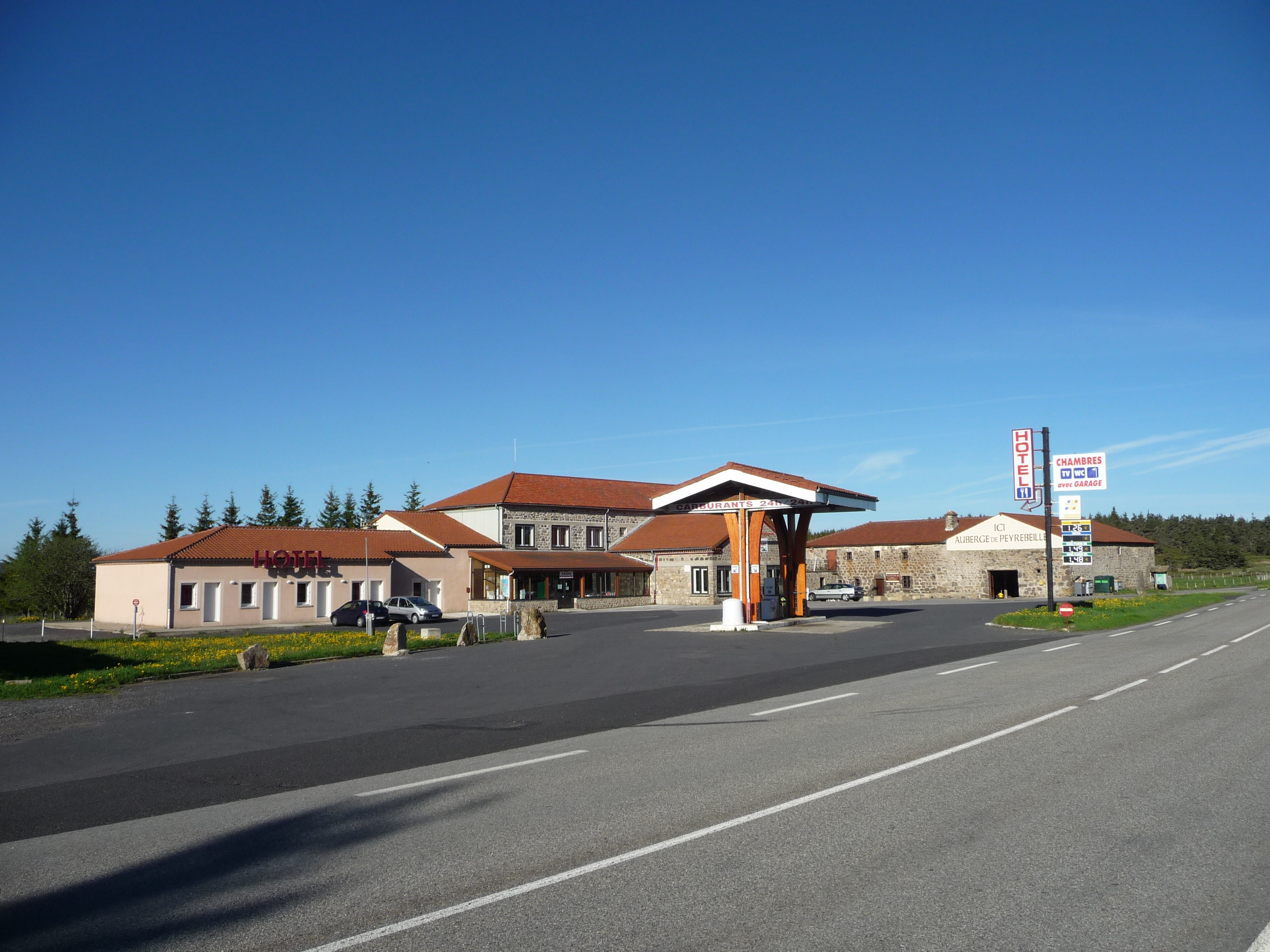
Auberge de Peyrebeille in Lanarce

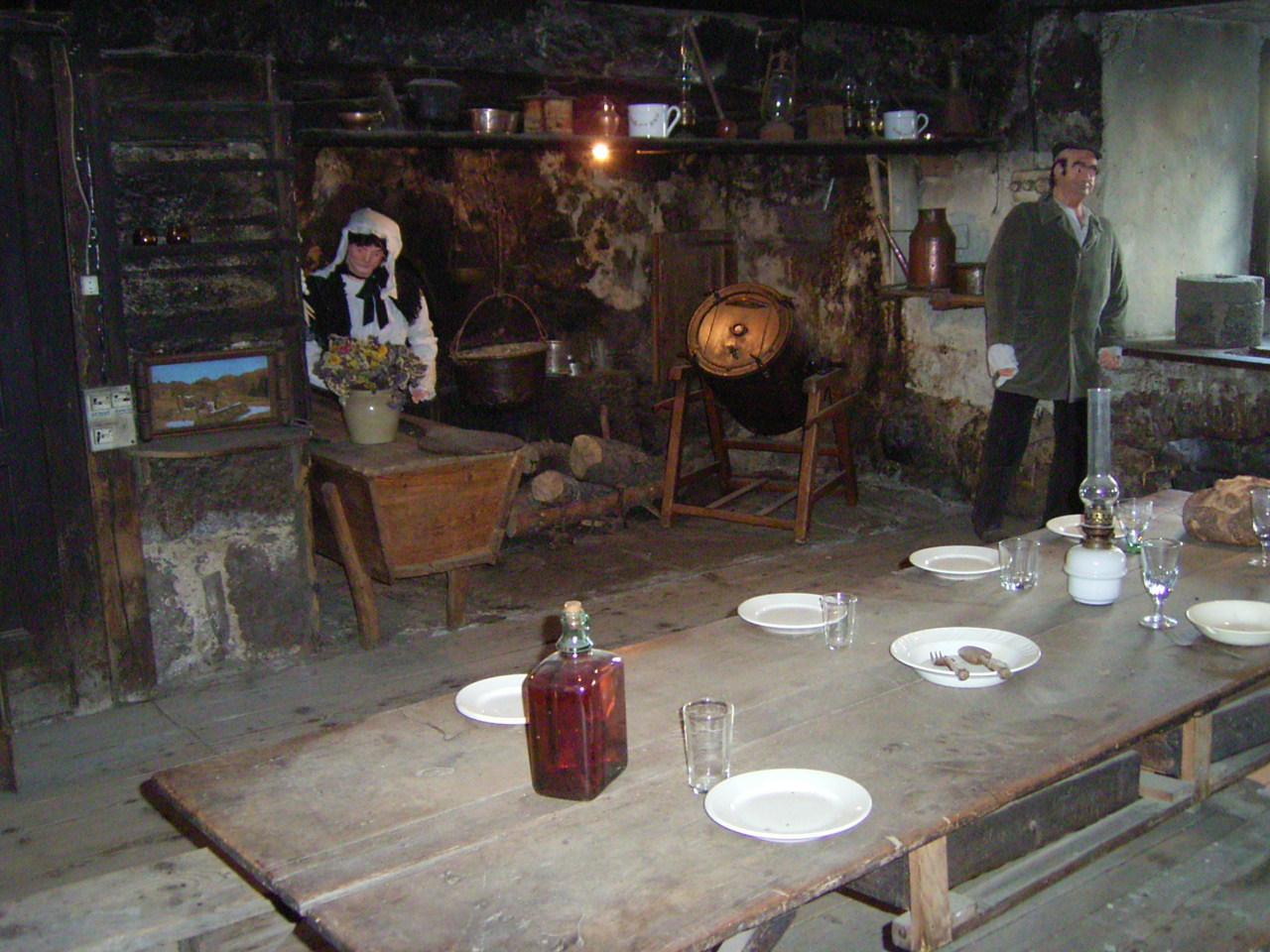
Ansicht der Küche

Die Auberge Rouge (auch L’Auberge de Peyrebeille genannt) ist eine ehemalige Herberge auf einem Hochplateau in 1265 m Höhe auf dem Gebiet der Gemeinde Lanarce im Département Ardèche. Der Gasthof lag verkehrsgünstig an der heutigen Nationalstraße 102 zwischen Aubenas und Le Puy-en-Velay in der Region Rhône-Alpes und an der Grenze zum Département Haute-Loire und zwischen den Regionen Auvergne und Languedoc-Roussillon.
Man nimmt an, dass in der Zeit zwischen 1807 und 1833 dreiundfünfzig Reisende von dem Wirt Pierre Martin, seiner Frau Marie Martin geb. Breysse und dem Hausangestellten Jean Rochette umgebracht und ausgeraubt wurden. Während des Essens wurden die Gäste durch ein Loch in der Wand von den Wirtsleuten und dem Gehilfen belauscht, woraufhin der Wirt und der Knecht den Opfern in einem Seitenraum an der Treppe zu den Zimmern auflauerten und diese erschlugen. Diese Treppe ist ziemlich steil; noch heute ist der Holzbalken zu sehen, an dem die Opfer in der Regel nach dem Schlag mit dem Kopf anstießen. Anschließend wurden die Leichen teilweise im Ofen verbrannt, teilweise in der Gegend abgelegt. Die Herberge verfügte über mehrere Gästezimmer. Die Räume der Wirtsleute Martin und des Gehilfen Rochette lagen vor den anderen Räumen, so dass man unbemerkt den Gästen auflauern konnte. Andere Übernachtungsmöglichkeiten gab es in einer Scheune am Haus.
Ende Oktober 1831 wurde unweit der Herberge die Leiche eines Ermordeten gefunden. Zeugen hatten ihn zuletzt dort gesehen. Die Wirtsleute und ihr Angestellter wurden verhaftet und in einem mehrtägigen Prozess mit vielen Zeugen zum Tode verurteilt. Am 2. Oktober 1833 wurden die Martins und der Gehilfe Rochette vor ihrer Herberge mittels einer Guillotine hingerichtet. Es sollen dabei bis zu 30.000 Zuschauer anwesend gewesen sein. Ein Granitstein erinnert heute an die Stelle, an der die Guillotine stand. Die Totenmasken der drei Hingerichteten befinden sich heute in einem Museum in Le Puy-en-Velay.
Mittlerweile ist die Herberge zu einem gut besuchten Museum umgewandelt worden. Neben der alten Auberge Rouge ist ein Motel mit Restaurant errichtet worden.

## Honoré de BalzacsL’Auberge rouge
Der französische Schriftsteller Honoré de Balzac schrieb 1831 die Erzählung L’Auberge rouge (Die rote Herberge), die jedoch in keinerlei Zusammenhang mit den Ereignissen in Peyrebeille steht. Balzac erzählt darin von einem Mord in einem deutschen Gasthaus in Andernach am Mittelrhein.

## DieAuberge rougeim Film
| Jahr | Land       | Regisseur          | Farbe | Ton           | Anmerkung                                                                               |
| ---- | ---------- | ------------------ | ----- | ------------- | --------------------------------------------------------------------------------------- |
| 1951 | Frankreich | Claude Autant-Lara | s/w   | mono          | Auch bekannt unter: Die rote Herberge mit Fernandel, Françoise Rosay und Julien Carette |
| 2007 | Frankreich | Gérard Krawczyk    | Farbe | Dolby Digital | mit Christian Clavier, Josiane Balasko und Gérard Jugnot                                |